# Pinnulariaceae
Famille
Les Pinnulariaceae sont une famille d'algues de l'embranchement des Bacillariophyta (Diatomées), de la classe des Bacillariophyceae et de l’ordre des Naviculales.

## Étymologie
Le nom de la famille vient du genre type Pinnularia, dérivé du grec πιννυλ / pinnyl, « qui ressemble à la pinne (grande nacre) », et du suffixe -aria, « relatif à », en référence à la ressemblance de cette diatomée avec le mollusque bivalve Pinna nobilis.

## Systématique
La famille des Pinnulariaceae a été créée en 1990 par le phycologue britannique David George Mann (d) (1953-) dans une publication coécrite avec Frank E. Round (d) (?-2010) et Richard Miles Crawford (d) (1941-).

## Liste des  genres
Selon AlgaeBase (20 mai 2022) :
- Craspedopleura M.Poulin, 1993
- Diatomella Greville, 1855
- Envekadea Van de Vijver, Gligora, Hinz, Kralj & Cocquyt, 2009
- Hygropetra Krammer & Lange-Bertalot, 2000
- Oestrupia Heiden ex Hustedt, 1935
- Pinnularia Ehrenberg, 1843 - genre type

## Publication originale
- (en) Frank E. Round, Richard M. Crawford et David G. Mann, The Diatoms: Biology and Morphology of the Genera, Cambridge, Cambridge University Press, 1990, 747 p. (ISBN 9780521363181, lire en ligne), p. 661.